# Calais ostroma (1346–1347)
Calais 1346–1347-es ostroma a százéves háború egyik fontos összecsapása volt. III. Eduárd angol király a crécyi csata után indult Calais ellen.
Calais elfoglalása a százéves háború első nagy ostroma volt, amely tizenegy hónapon át tartott 1346. szeptember 4-étől 1347. augusztus 3-áig. Az angoloknak két szempontból is szükségük volt a városraː közel feküdt Angliához és szövetségeséhez, Flandriához, illetve kiváló kiindulópont volt Párizs ellen. Az angol kézben lévő Gascogne és Aquitania messze esett a szigetországtól és a Francia Királyság fővárosától egyaránt.
III. Eduárd a kitartó ostrom eredményeként elfoglalta a várost, és 1356-ban már onnan kicsapva indította meg új támadását a franciák ellen. Miután az angolok 1453-ban vereséget szenvedtek a százéves háborúban, Calais volt az egyetlen erősség francia területen, amelyet meg tudtak tartani. A város 1588-ig angol ellenőrzés alatt állt.

## Előzmények

III. Eduárd 1346-os hadjárata

III. Eduárd és serege 1346. július 13-án Normandiában, La Hogue-nál szállt partra. Az uralkodó fosztogató akciókat indított a gazdag városok ellen, amelyek közül soknak még városfala sem volt. A katonák minden mozdíthatót elraboltak, az embereket megölték, amit maguk mögött hagytak, azt felégették. Kifosztották és felgyújtották Cherbourg-t, Barfleurt és Montebourg-t. Július 26-án elfoglalták Caent, és három nap alatt háromezer lakost gyilkoltak meg. A zsákmányt és az értékes foglyokat Angliába küldték.
Eduárd ezután Párizs felé indult, majd Poissynál állt meg, látótávolságban a fővárostól. Eduárd nem akarta megtámadni a várost, hiszen fő céljai teljesültek, kiszorította a franciákat Aquitániából és Bretagne-ból. Az angolok észak felé vonultak vissza, szokásuknak megfelelően mindent elpusztítva. Abbeville közelében egy gázlón átkeltek a Szajnán, amelynek hídjait a franciák lerombolták. A fáradt angol sereg Crécy-en-Ponthieu közelében letáborozott.
Az angolok védelmi pozíciót vettek fel, és bevárták VI. Fülöp francia király őket üldöző jóval nagyobb seregét. 1346. augusztus 26-án az elbizakodott francia nehézlovasság több hullámban támadta az angol állásokat, de a hosszúíjjal felszerelt angol íjászok megállították őket. A crécyi csatában a régi harcmodorban támadó franciák súlyos vereséget szenvedtek az új taktikát alkalmazó angoloktól. A tízezernél több francia halott között 1500 arisztokrata és lovag volt. Eduárd a tengerpart felé fordult, és szeptember 4-én elérte Calais-t, amely mindössze néhány kilométerre volt a flamand határtól és a nagy kikötők közül a legközelebb esett Angliához.

## Az ostrom

### 1346
Eduárd úgy gondolta, hogy különösebb erőfeszítés nélkül beveheti a várost, de Calais-t magas fal és árok védte. Nehezítette az ostromot hogy a város jelentős részét tenger vette körül, máshol mocsár és homok okozott problémát, mivel lehetetlen volt nehéz eszközöket átvontatni és ostromtornyokat építeni rajta. A talaj túlságosan puha volt az aknaásásra is. Mivel a falak ledöntése vagy megmászása lehetetlennek tűnt, az angolok úgy döntöttek, hogy kiéheztetik a védőket. A várost erős helyőrség védte a burgundi lovag, Jean de Vienne és egy helyi lovag, Enguerrand de Beaulo parancsnoksága alatt. Augusztus 14-én megérkezett Jean du Fosseux, Artois egyik katonai parancsnoka, hogy személyesen irányítsa a fellegvár védelmét.
Az angol sereg szeptember 4-én érkezett meg a városhoz, és néhány nap múlva erősítést szállító angol hajók kötöttek ki, amelyek elvitték a sebesülteket és a zsákmányt. A francia király hiába kapott megbízható jelentéseket, nem hitte el, hogy Eduárd valóban berendezkedik a hosszú ostromra, szeptember 5-én feloszlatta serege nagyobbik részét. Két nap múlva elhagyta Amiens-t, és Pont-Sainte-Maxencébe indult, hogy találkozzon a fiával, Jánossal. A megbeszélések eredményeként a király új hadat hívott össze október 1-jére, hogy még a tél beállta előtt felszabadítsa Calais-t. A sereg csak lassan gyülekezett, ráadásul János, Armagnac grófja – ahelyett, hogy seregével csatlakozott volna a királyhoz – november közepén ostromot indított egy jelentéktelen város, Tulle ellen, amelyet nem sokkal korábban a gascogne-iak foglaltak el. János ezzel a lépésével hosszú időn át akadályozta a királyi had felvonulását.
Szeptember elején Fülöp a tengerre küldte az addig a Szajnán várakozó genovai hadihajókat, amelyek 17-én elsüllyesztettek egy 25 hajóból álló angol konvojt. Ez a támadás jelentősen megdrágította az áruszállítást, mert a kereskedőhajók mellé fegyveres kíséretet kellett biztosítani.
Calais-t 1700 ember hagyta el, az angolok hagyták őket elmenni. Az angolok blokádot húztak a város körül, amely azonban nem zárt tökéletesen, így a franciák egészen 1347 tavaszáig kaptak utánpótlást. Párhuzamosan a Calais-i ostrommal, Dél-Franciaországban is támadásba lendültek az angolok, és kihasználva a francia csapatok távollétét, végigdúlták a vidéket.

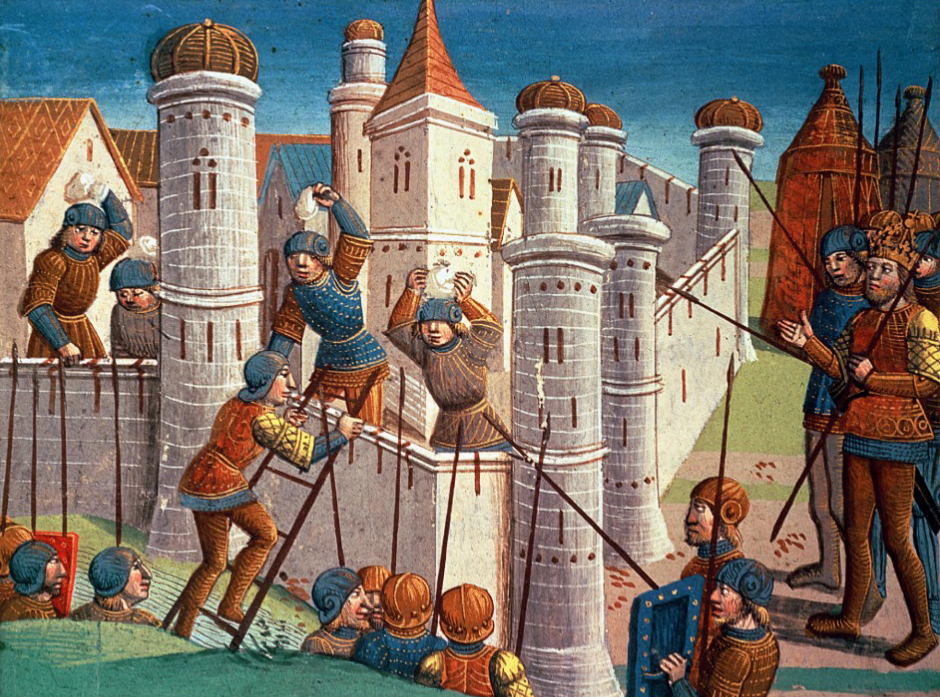
A város ostroma egy középkori miniatúrán

Szeptember végére az angol tábor elég biztonságos volt ahhoz, hogy Hainaut-i Filippa angol királyné csatlakozzon férjéhez. Filippa júliusban szülte meg tizedik gyerekét, Margitot, de őt Angliában hagyta. Eduárd walesi herceg már részt vett a crécyi csatában, őt követő két testvére, Izabella és Johanna szintén csatlakozott szüleihez.
Októberben a skótok, a franciák szövetségesei, kihasználták a király távollétét, és betörtek Észak-Angliába. A Neville’s Cross-i csatában vereséget szenvedtek, és uralkodójuk, II. Dávid skót király fogságba esett. Mivel a skót veszély elmúlt, Eduárd valamennyi erőforrását Calais ostromára tudta fordítani. A francia nemesség nem törődött a király hadba hívó utasításával, így alig háromezer ember gyűlt össze október végére. Eközben délen Lancaster észak felé tartott, és a francia hadvezetés – jelentősen túlbecsülve az angol erőket – attól tartott, hogy Eduárd két irányból indít majd támadást ellenük. János, normandiai herceg bejelentette, hogy hadsereget állít fel Lancaster megállítására. Fülöp végképp letett arról, hogy még a tél beállta előtt felszabadítsa Calais-t.
A francia király alattvalóit okolta a vereségekért, katonai parancsnokait és a pénzügyekért felelős hivatalnokait menesztette, vagy vád alá vonta. A királynak megromlott a viszonya a normandiai herceggel is, János sok hivatalnokát a saját kinevezettjeivel váltotta fel. Ezek a lépések erodálták a francia királyi családon belüli szolidaritást. II. Johanna navarrai királynő például magánszerződést kötött az angol uralkodóval arról, hogy Angoulême szabad átvonulást biztosít az angoloknak és nem állomásoztat francia katonákat a béke fejében.
Az ősz nyirkos volt és a mocsaras részek még vizesebbek lettek, ezért az angolok kénytelenek voltak a parttól távolabb költözni. Sokan megbetegedtek, gyakori volt a dezertálás. Számos áldozatot szedtek a falak megmászására tett kísérletek. Az angolok egyik újítása az volt, hogy ostromlétrákat rögzítettek halászhajókhoz, és azokról próbáltak meg bejutni a falak mögé. Ezek a kísérletek nem jártak eredménnyel. Az év végén lejárt a francia király és az őt segítő genovaiak közötti szerződés, ezért a köztársaság gályái, amelyek az angol halászokat, kereskedőket fosztogatták, elhagyták a Csatornát.
Az angolok egy egész várost építettek faházakból, amelynek piaca is volt, ahol flamand kereskedők árulták termékeiket. A harmincezer katonát befogadó település a Villeneuve la Hardie (szabad magyar fordításban Merész újváros) nevet kapta. A településen többen éltek, mint bármelyik angol vidéki városban. Az ellátmány az első időkben Flandriából érkezett, de később több száz erre a célra „besorozott” kereskedőhajó szállította Angliából. A csapatok harci szellemének fenntartása érdekében az angolok kisebb akciókat indítottak a közelben fekvő települések ellen, és több mint negyven kilométer mélyen a teljes vidéket feldúlták.

### 1347
A francia kormány és az egyház újabb adókat vetett ki, és 1347 januárjában folytatódott az állami pénzrontás. Az idegenekre és a népszerűtlen kisebbségekre bírságokat vetettek ki. Februárban a kormányzat elkobozta az itáliai pénzkölcsönzők tőkéjét és kintlevőségeit, amelyeket a kincstár hajtott be ezután magának. A genovaiak helyett megpróbálták a Kasztíliai Királyság hajóit kibérelni, de ez a terv is kútba esett. Hatalmas erőfeszítésekkel azonban sikerült konvojokat felállítani, amelyek márciusban és április elején is sikeresen befutottak Calais kikötőjébe. A francia adminisztráció szétesett, külön tárgyalásokat folytatott a megyékkel, nagyobb városokkal a kivetendő adókról, a katonai szerepvállalásról. A csatatértől távol eső városok egyáltalán nem akartak fizetni, a közeliek pedig inkább saját falaikat erősítették meg. A nemesség eladósodott, sokuk nem engedhette meg magának, hogy ismét hadba vonuljon, sokuk pedig nem látta értelmét.
1347. március 18-án Fülöp hadba hívta a királyságot. Abban bízott, hogy serege április végére feláll, és májusban felszabadítja Calais-t. A sorozás azonban lassan haladt, lassabban, mint októberben. Amikor május második hetében az uralkodó Amiens-be ért, alig várta valaki, ezért inkább északra ment tovább, hogy „időt adjon a katonák összegyűlésére”. A király, hiába látta saját szemével, hogy a serege nem áll fel, nem adta fel a tervét. Március 3-án a király megbízottai közölték az angol főnemesekkel és egyházi vezetőkkel, hogy Eduárdnak azonnali pénzre van szüksége a háború folytatásához. Az uralkodó megkapta a kért forrást.
Calais-nál májusában a védők és a támadók is a francia felmentő sereg felbukkanására vártak, de Fülöp katonái nem jöttek. A nyár folyamán a város kútjai kezdtek kiszáradni és az élelem is fogytán volt, mivel az angoloknak sikerült ellehetetleníteni a tengeri utánpótlást. A La Manche-on 700 angol hajó cirkált, ami lehetetlenné tette, hogy a francia vitorlások megközelítsék a partot. Az angolok építettek egy faerődöt szemben a kikötővel, és egy hajítógépet is felállítottak, hogy szétzúzzák azokat a hajókat, amelyek mégis áttörnek a blokádon. A franciák ennek ellenére megpróbáltak hajókkal utánpótlást küldeni, de az angolok elsüllyesztették vagy elijesztették azokat.
1347. június 25-én Jean de Vienne levelet írt Fülöpnek, amelyben arról tájékoztatta, hogy már alig van mit enniük a védőknek. Közölte, a védők arra az álláspontra jutottak, hogy megadás helyett inkább kirontanak a várból, és addig harcolnak, amíg el nem esnek. „Ez az utolsó levél tőlem, ha nem sikerül más megoldást találni; a város el fog esni velünk együtt” – írta de Vienne. A levelet az angolok elfogták. Miután Eduárd elolvasta, lezáratta, rányomta saját pecsétjét, és így küldette tovább a francia királynak.
Ezután a védők kikergették a városból azokat, akik nem tudtak harcolni, hogy ne fogyasszák a szűkös készleteket. Júliusban ötszáz nő, gyerek, beteg hagyta el a várost, de Eduárd nem engedte elmenni őket, így többségük a várfalak tövében halt éhen. Eduárdnak ekkor már 5300 lovagja, 6600 gyalogosa és 20 ezer íjásza volt Calais körül. Az embereket, lovakat, felszerelést és ellátmányt 699 bárka szállította folyamatosan 83 angol kikötőből. Eduárd seregét a flamandok 20 ezer emberrel támogatták, aki a tengerparton gyülekeztek, az Aa-folyó torkolatától északra.
1347. július 17-én a francia had elindult Hesdinből. Az angolok értesültek a hadmozdulatokról, és felkészültek a franciák fogadására. Visszahívták a Pikárdiában fosztogató Lancastert, a flamandok pedig átlépték az Aa-folyót, és az angol tábor felé tartottak. A francia sereg július 27-én érkezett meg. Fülöp Sangatte-nál állította fel táborát, egy dombon, nagyjából kilenc kilométerre Calais-tól. A francia had létszáma 15 és 20 ezer között lehetett. Az angolok valamennyi utat blokkolták és a tengerparton jól kiépített sáncok mögött várakoztak, a franciák így nem tudták megközelíteni a várost. A közeli folyón átvezető híd is angol ellenőrzés alatt volt, a hídfőt földművek és árkok védték.
A franciák felderítették az angol állásokat, és hamar nyilvánvalóvá vált, hogy nem tudják felszabadítani Calais-t. Az angol sereg nagyobb volt a franciánál, és a terepadottságot kihasználva, megerősített állásokban várakoztak. Ennek ellenére a helyszínen maradtak, és a következő időszakban a két sereg katonái több kisebb összecsapásban vettek részt. A franciáknak sikerült a Nieulay-i híd felé vezető utat ellenőrző tornyot elfoglalniuk. A védőket legyilkolták. A franciák heteken át látótávolságban maradtak a várostól, és próbálták kitalálni, hogy verhetnék meg az angolokat. Végül tárgyalásokat kezdeményeztek, de Eduárd elutasította ajánlatukat. Július 31-én Fülöp nyílt csatát ajánlott kiválasztott lovagok között, de Eduárd ezt sem fogadta el. A javaslatot azonban nem utasíthatta el nyíltan, mert sérült volna lovagi hírneve, így megengedte, hogy a francia lovagok megbeszéljék a részleteket saját alattvalóival, de a találkozó nem jött létre.

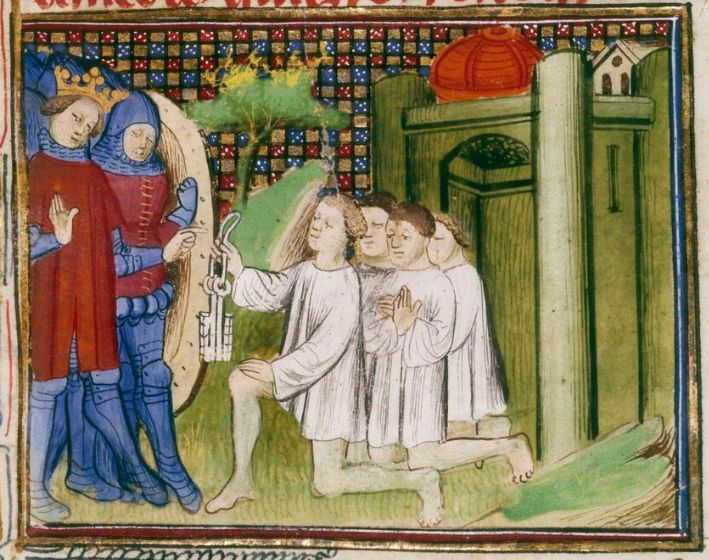
Az életükért könyörgő calais-i polgárok a város kulcsaival

Augusztus 1-jén Calais védői fáklyákkal jelezték uralkodójuknak, hogy feladják a várost, mert nem tudják tovább tartani. A francia hadsereg felgyújtotta táborát, majd éjszaka elindult Párizs felé. A calais-iak dühükben az árokba hajították a királyi lobogót. A védők követeket küldtek az angol vonalakhoz, és kérték, hadd beszéljék meg a feltételeket a köztiszteletben álló lovaggal, Walter Maunyval. Mauny és három tanácsadója bement a várba és közölte, Eduárd feltétel nélküli megadást vár el. Túl sokáig tartották fel őt, így azt tesz velük, amit akar, megöleti vagy fogságba veti őket, közölte az angol lovag. Tanácsadói azonban meggyőzték a királyt, hogy rossz precedenst teremtene, ha megöletné a védőket, mert hasonló helyzetbe az angolok is kerülhetnek. Eduárd végül úgy döntött, hogy hat gazdag calais-i polgárt végeztet ki elrettentetésül.
Augusztus 3-án a város megadta magát, és a halált vállaló hat polgár, nyakában kötéllel, kezében a város kulcsaival kijött a falak mögül. A gazdag polgárokat a király elé vezették. Eduárd tanácsadói azt kérték az uralkodótól, hogy ne végeztesse ki őket, de a király hajthatatlannak mutatkozott. Végül állapotos felesége kérésére megkímélte a polgárok életét. Ezután az angolok bevonultak a városba, a lakókat elkergették, majd a király is megérkezett. A francia helyőrség tagjai közül az értékesebb foglyokat Angliába küldték, majd váltságdíjat kértek értük. A lakóknak élelmet adtak, majd elküldték őket, hogy bizonyítsák, a francia király nem képes alattvalóit megvédeni. Calais-t később angol kereskedőkkel telepítették be, és 1558-ig angol kézben maradt.

## Fekete halál
Fülöp hazafelé ismét elkövette azt a hibát, amelyet egy évvel korábban, Crécynélː feloszlatta a seregét. A király úgy gondolta, hogy az angolok visszavonulnak váraikba, ezért egy ideig nem lesz szükség nagyobb hadra. Ez így is volt addig, amíg a francia sereg fel nem oszlott. Az angol had egy része már hazafelé tartott, de uralkodójuk utasítására visszafordultak. A sereg pusztító fosztogató akciókat indított. A walesi herceg Artois-t dúlta fel, Lancaster pedig elfoglalta a Calais-tól 45 kilométerre délre fekvő Fauquembergues-t, mindössze öt nappal a francia helyőrség távozása után. Fülöp újra kiadta a parancsot a hadsereg felállítására. Eduárd azonnal úgy döntött, hogy a korábbiaknál is nagyobb akciót indít a Francia Királyság szívébe. Az angolok azonban legalább olyan kimerültek voltak, mint a franciák, így a hadjárat elmaradt, és a felek békét kötöttek 1348. július 7-éig.
1348-ban kitört a pestisjárvány Franciaországban. A betegség Marseille felől kezdett terjedni az ország belseje felé. A következő két évben csak Párizsban 80 ezer ember halt meg. A betegség 1348-ban elérte Angliát is a Csatorna felől, és elterjedt a szigetországban. A becslések szerint a lakosság egyharmada meghalt. A települések elnéptelenedtek, a mezőket nem művelték meg, az adóbevételek drasztikusan estek, így egyik király sem engedhetett meg magának nagyobb hadmozdulatokat. 1350. augusztus 22-én meghalt VI. Fülöp, akit II. János követett a trónon. A pestis egyetlen uralkodóáldozataként elhunyt XI. Alfonz kasztíliai király, a franciák szövetségese.